# 浙江大学图书馆
浙江大学图书馆是位于浙江大学校园内的图书馆。由玉泉校区图书馆、西溪校区图书馆、华家池校区图书馆、紫金港农医分馆、紫金港基础分馆组成。

## 概况
浙大图书馆前身是始建于1897年的求是书院藏书楼。1998年9月，合并后的四校图书馆成为新的浙江大学图书馆。2009年1月，浙大图书馆与网络与信息中心这两大机构合并成为浙江大学图书与信息中心。
浙大五个图书馆总建筑面积8.6万平米，总阅览座位5282席。截至2011年底，馆藏总量达535.2万册，其中线装古籍18万余册。“浙大文库”收集該校教职工、校友著作和浙大出版的期刊计1万余册。订购400余个各类文献数据库，151万种中外文电子图书，48626种中外文电子期刊，数字化文献资源位居国内高校图书馆前列。浙大紫金港校区已建成图书信息大楼。
图书馆现有正式职工187人，其中正高級職稱4人，副高35人，中级职称108人，學歷方面硕士58人博士3人。图书馆党政办公室位于玉泉校区，各分館分別服務於該校工學部、理學部、人文學部等7個學部。
| 图书馆部門     | 图书馆部門       | 分馆     | 分馆     |
| -------------- | ---------------- | -------- | -------- |
| 研究发展部     | 资源建设部       | 工学分馆 | 社科分馆 |
| 读者服务部     | 数字图书研發中心 | 理学分馆 | 农业分馆 |
| 範参考咨询部例 | 古籍特藏部       | 人文分馆 | 医学分馆 |

## 各馆介绍
五座馆舍的藏书与服务对象各有侧重。

### 玉泉校区图书馆

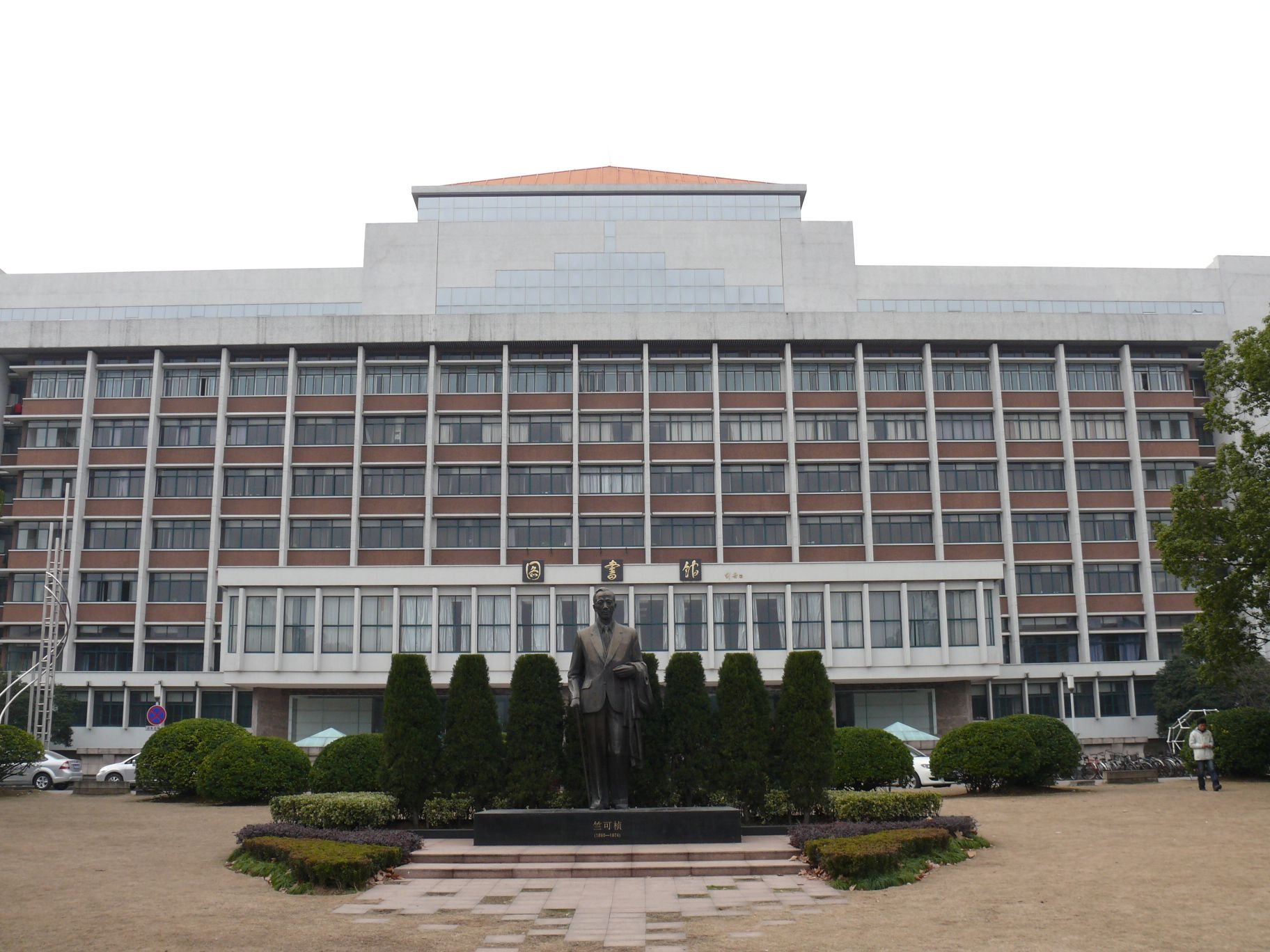
玉泉校区图书馆

玉泉校区图书馆是玉泉校區之图书馆(地址:中國浙江省杭州市西湖区浙大路38号)，以理工类为主，兼收经济、管理、文学等类文献。

### 西溪校区图书馆
西溪校区图书馆是西溪校區之图书馆(地址:中國浙江省杭州市西湖区市天目山路34号)，文理兼收，其中文史哲文献和基础学科文献较为丰富。

### 华家池校区图书馆
华家池校区图书馆是華家池校區之图书馆(地址:中國浙江省杭州市江干區凯旋路268号)，涵盖理、工、农、医各学科，尤以面向医学院师生的生物、医学文献资源和面向继续教育学院全国干部教育培训浙江大学基地学员的人文社科资源为主。

### 紫金港农医分馆
紫金港农医分馆是紫金港校區之图书馆附設农医分馆(地址:中國浙江省杭州市西湖区余杭塘路388号)，以医学、药学和生命科学为主。

### 紫金港基础分馆
紫金港基础分馆是紫金港校區之图书馆(地址:中國浙江省杭州市西湖区余杭塘路388号) ，主要面向低年级本科生，以收藏人文社科、自然科学、工程技术等各学科的基础理论和教学参考书为主。